# Hans Menasse
Hans Menasse (* 5. März 1930 in Wien; † 28. Februar 2022 ebenda) war ein österreichischer Fußballspieler, der im Nationalteam zum Einsatz kam und mit der Vienna 1955 den Meistertitel holte. Er ist der Vater der Schriftsteller und Journalisten Robert und Eva Menasse.

## Vereinskarriere
Im Alter von acht Jahren kam Menasse – Sohn eines jüdischen Vaters und einer katholischen Mutter – 1938 im Rahmen einer britischen Rettungsaktion für jüdische Kinder mit einem Kindertransport nach England, wo er aufwuchs und im Nachwuchs von Luton Town spielte. Nach Kriegsende kehrte er nach Österreich zurück und trat 1947 der Vienna bei. Sein Debüt in der A-Liga gab er in der Saison 1950/51, als er den wegen seiner Sperre abgewanderten Rudolf Strittich auf dem rechten Flügel ersetzte und am Ende der Saison nach Karl Decker und Otto Walzhofer die drittmeisten Tore im Verein erzielt hatte.
In den folgenden Jahren gehörte Menasse zur Stammformation der Vienna und konnte zweimal hintereinander die Marke von 14 Ligatoren erreichen. Einen großen Auftritt hatte er am 12. April 1953 gegen den späteren Meister FK Austria Wien, als er vor 32.000 Zuschauern auf der ausverkauften neu eröffneten Hohen Warte vier Tore beim 5:2-Sieg erzielte. In der Saison 1954/55 trug er wesentlich zum Meistertitel der Döblinger bei, als der punktgleiche Wiener Sport-Club durch den besseren Torquotienten hinter sich gelassen werden konnte.
In den folgenden Jahren kam er jedoch nur mehr selten zum Einsatz und so wechselte er zu Jahresbeginn 1959 zur Wiener Austria, für die er in dieser Saison seine letzten Spiele in der höchsten Spielklasse bestritt. Danach war Menasse in den 1960er Jahren noch bei einer Reihe unterklassiger Vereine tätig, darunter der Kremser SC, der SC Helfort und der Wiener AC.

## Nationalmannschaft
Sein Debüt als Rechtsaußen in der Nationalmannschaft gab Menasse im April 1953 bei einem 1:1 gegen Ungarn in Budapest. Auf seiner Stammposition hatte er jedoch zu dieser Zeit mit Robert Körner einen hochklassigen Konkurrenten. Letztlich verhinderte aber eine Gelbsucht-Erkrankung die Einberufung Menasses in das Aufgebot der Österreicher bei der Weltmeisterschaft 1954. Erst unmittelbar nach diesem Turnier kam er zu seinem zweiten und letzten Einsatz bei einem 2:2 gegen Jugoslawien.

## Erfolge
- Österreichischer Meister: 1955
- 2 Spiele für die österreichische Fußballnationalmannschaft: 1953–1954

## Auszeichnungen
- 2019: Goldenes Verdienstzeichen des Landes Wien[4]